# Astrotoma
Genre
Astrotoma est un genre d'ophiures (échinodermes) de la famille des Gorgonocephalidae, à bras simples. 

## Liste des espèces
Selon World Register of Marine Species (27 janvier 2016) :
- Astrotoma agassizii Lyman, 1875 -- Antarctique
- Astrotoma deficiens (Koehler, 1922) -- Philippines
- Astrotoma drachi Guille, 1979 -- Philippines
- Astrotoma manilense Döderlein, 1927 -- Philippines

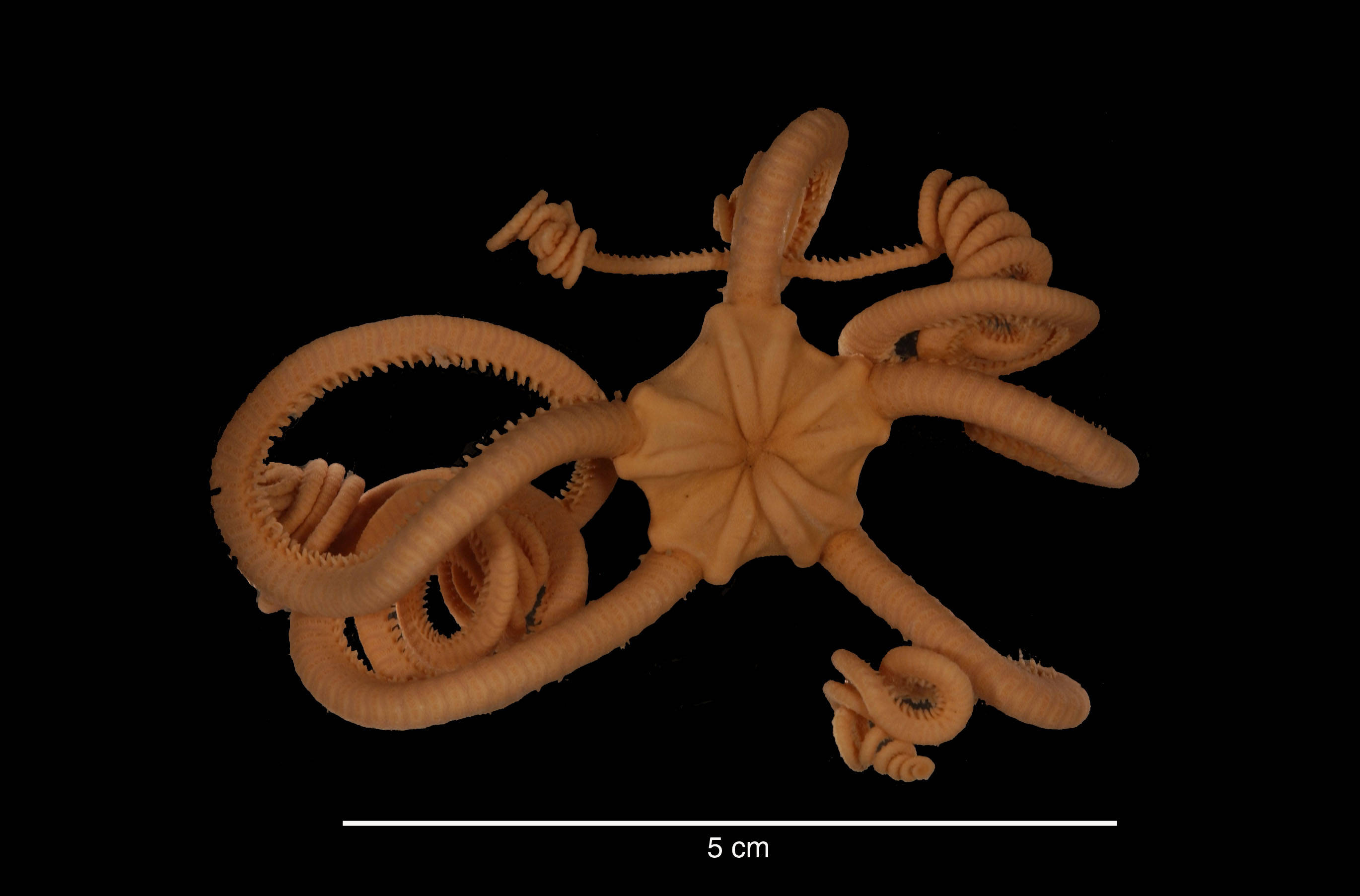
Astrotoma agassizii